# Heinrich Schellenberg (Weinbautechniker)
Heinrich Schellenberg (* 1. August 1868 in Teufen AR; † 14. September 1967 in Wädenswil: heimatberechtigt in Teufen) war ein Schweizer Weinbautechniker.

## Werdegang
Schellenberg wurde als Sohn des Heinrich und der Anna Barbara geb. Schmid geboren. Er besuchte die kantonale landwirtschaftliche Schule Strickhof am Standort Irchel, Stadt Zürich, und die Höhere Bundeslehr- und Versuchsanstalt für Wein- und Obstbau Klosterneuburg/Wien. Weiterbildung am «Istituto agrario di San Michele all’Adige» heute Fondazione Edmund Mach in San Michele all’Adige.
Ab 1890 war Schellenberg Mitarbeiter von Hermann Müller-Thurgau bei der Eröffnung der Versuchsstation und Schule für Obst-, Wein- und Gartenbau Wädenswil, heute Agroscope Changins-Wädenswil (ACW). Von 1892 bis 1935 leitete er die Abteilung Weinbau und Kellerwirtschaft.
Schellenberg gilt als einer der Pioniere der Rebveredelungstechnik und der Einführung veredelter Reben in die Praxis. Er war lange Präsident des Schweizerischen Weinbauvereins.
Er war verheiratet mit Hermine Hörler, Tochter des Johann Hörler.